# Khalid Habash al-Suwaidi
Khalid Habash al-Suwaidi (né le 1er janvier 1984) est un athlète qatarien, spécialiste du lancer du poids et du lancer du disque.

## Biographie
Vainqueur du lancer du disque des championnats du monde cadets de 2001, il remporte la médaille d'or du lancer du poids lors des championnats d'Asie 2005, à Incheon en Corée du Sud.

## Palmarès
| Date | Compétition                   | Lieu                | Résultat | Épreuve | Marque  |
| ---- | ----------------------------- | ------------------- | -------- | ------- | ------- |
| 1999 | Championnats du monde cadets  | Bydgoszcz           | 3e       | Poids   | 19,44 m |
| 2001 | Championnats du monde cadets  | Debrecen            | 4e       | Poids   | 19,43 m |
| 2001 | Championnats du monde cadets  | Debrecen            | 1er      | Disque  | 62,67 m |
| 2001 | Championnats d'Asie juniors   | Bandar Seri Begawan | 4e       | Poids   | 16,96 m |
| 2001 | Championnats d'Asie juniors   | Bandar Seri Begawan | 3e       | Disque  | 55,28 m |
| 2002 | Championnats du monde juniors | Kingston            | 10e      | Poids   | 18,66 m |
| 2002 | Championnats du monde juniors | Kingston            | 4e       | Disque  | 61,21 m |
| 2002 | Championnats d'Asie           | Colombo             | 4e       | Disque  | 57,74 m |
| 2002 | Championnats d'Asie juniors   | Bangkok             | 1er      | Poids   | 20,29 m |
| 2002 | Championnats d'Asie juniors   | Bangkok             | 1er      | Disque  | 63,17 m |
| 2003 | Championnats d'Asie           | Manille             | 2e       | Poids   | 18,57 m |
| 2003 | Championnats d'Asie           | Manille             | 5e       | Disque  | 58,20 m |
| 2004 | Jeux panarabes                | Alger               | 1er      | Poids   | 18,98 m |
| 2005 | Championnats d'Asie           | Incheon             | 1er      | Poids   | 19,45 m |
| 2006 | Jeux asiatiques               | Doha                | 2e       | Poids   | 20,05 m |
| 2007 | Championnats d'Asie           | Amman               | 3e       | Poids   | 19,51 m |
| 2007 | Jeux panarabes                | Le Caire            | 1er      | Poids   | 19,56 m |
| 2010 | Jeux asiatiques               | Guangzhou           | 7e       | Poids   | 18,02 m |
| 2011 | Jeux panarabes                | Doha                | 3e       | Poids   | 17,79 m |

### Records
| Épreuve         | Performance | Lieu  | Date         |
| --------------- | ----------- | ----- | ------------ |
| Lancer du poids | 20,54 m     | Minsk | 25 juin 2005 |